# Jetřichov
Jetřichov (německy Dittersbach) je obec v severovýchodních Čechách v okrese Náchod, kraj Královéhradecký. Žije zde 443 obyvatel.

## Poloha
Jetřichov leží v severní části okresu Náchod v Královéhradeckém kraji, nedaleko státní hranice s Polskem, vzdušnou vzdáleností přibližně 2 km od Meziměstí, 5,5 km od Broumova, 9 km od Police nad Metují a 23 km od Náchoda. Polský Mieroszów je vzdušnou čarou vzdálen 8 km. Obec se nachází v geomorfologickém celku Broumovská vrchovina, celé jeho území patří do CHKO Broumovsko. Severní částí obce protéká řeka Stěnava, osou obce je její pravostranný přítok, Jetřichovský potok.

## Historie
Jetřichov je vsí založenou v období kolonizace ve 13. století. První písemná zmínka o obci pochází z roku 1395 v potvrzovací listině Václava IV., ve které břevnovskému klášteru potvrzoval ves Jetřichov latinsky uvedenou jako Villa Dietrspach. V dalších písemnostech je už uváděná jako Dittersbach (Dětřichův potok). V roce 1406 byla ves podle urbáře sestavena ze sedni lánů. V roce 1574byla samostatnou poddanskou vsí pod níž patřily vsi Březová a Hynčice. V roce 1602 zde žilo 32 rolníků a 20 chalupářů. Po třicetileté válce v roce 1648 ve vsi žilo jen 8 rolníků, 10 zahradníků a dva chalupáři. Podle kolorovaného Hesseliova urbáře z roku 1677 je zakresleno a uvedeno 29statků. 20 chalup, šolcovna a mlýn. V roce 1757 podle tereziánského katastru bylo ve vsi 53 rolníků, 17 tkalců, 1 krejčí, 1 švec a 1 kovář, k nim náleželo celkem 40 podruhů, většinou přadláků, a 1 panský mlynář. V roce 1833 se uvádí 144 domů s 976 obyvateli a také škola z roku 1780, poplužní dvůr a dva mlýny. V roce 1843 bylo ve vsi 152 domů a 1016 obyvatel.
Od roku 1850 byl Jetřichov samostatnou obcí se správou obce Březová.
V Jetřichově (a sousedních Hynčicích) v 2. polovině 19. století provozoval barvírnu příze a přádelnu podnikatel a politik Anselm Heinzel, poslanec Českého zemského sněmu.
V roce 1840 založil textilní továrnu Franz Drechsel a v roce 1856 přistavěl mandl a bělidlo. V roce 1870 firmu převzal syn Anton Drechsel, který ji rozšířil o barevnu.
V říjnu 1938 byl připojen pod správu německé říše. V květnu 1945 byl opět pod správou Československé republiky.

## Škola
První celodřevěná škola byla založená v roce 1780. V roce 1853 byla postavena druhá škola (budova čp. 157) a v letech 1879–1880 byla postavena třetí školní budova (čp. 103).
V roce 2017 byla v obci málotřídní škola rodinného typu. Škola s 1. až 5. postupným ročníkem je integrovaná s mateřskou školou. Školu navštěvují žáci i z okolních obcí Hynčic, Meziměstí, Vernéřovic a Broumova.

## Pamětihodnosti
- Venkovská usedlost č.p. 56 byla prohlášena kulturní památkou před rokem 1988.[10]